# Foho Atubuti
Der Foho Atubuti (kurz: Atubuti) ist ein osttimoresischer Berg im Verwaltungsamt Bobonaro (Gemeinde Bobonaro). Er hat eine Höhe von 854 m und liegt im Norden des Sucos Atu-Aben, an der Grenze zwischen den Aldeias Atuaben und Talite. Direkt nördlich erhebt sich der Foho Ilat-Laun (1061 m). Zwischen den Gipfeln liegt der Ort Talite, südwestlich des Foho Atubuti das Dorf Belual mit der Kapelle Nossa Senhora Peregrina de Marobo.